# Topomyia kelabitensis
Topomyia kelabitensis is een muggensoort uit de familie van de steekmuggen (Culicidae). De wetenschappelijke naam van de soort is voor het eerst geldig gepubliceerd in 2010 door Miyagi & Toma.